# ذا بلاك مامبا
ذا بلاك مامبا هم فرقة برتغالية، مثلوا البرتغال في مسابقة الأغنية الأوروبية 2021.